# Блефуску

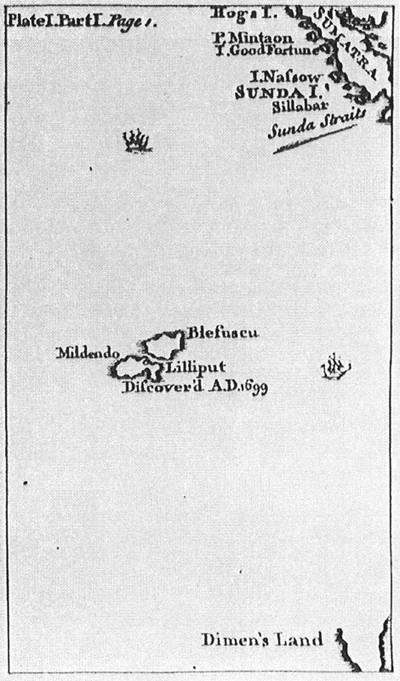
Мапа Ліліпутії та Блефуску у виданні 1726 року

Блефуску (оригінальне авторське написання — Blefuscu) — вигадана країна з роману англійського письменника Джонатана Свіфта «Мандри Гуллівера».
Свіфт розташовує Блефуску на острові в Індійському океані на Північний Захід від острова Тасманія. Через протоку на Південному Заході лежить ще один острів-держава — Ліліпутія, з якою Блефуску веде безперервні війни. Ліліпутія та Блефуску населені однією і тією ж расою туземців.
Приводом до війни стала така подія. З прадавніх часів у ліліпутів було прийнято розбивати варені яйця з тупого кінця. У часи, коли дід поточного імператора Ліліпутії був ще дитиною, він порізав собі палець об розбите таким чином яйце. Це стало приводом до видання наказу, яким під страхом смерті заборонили розбивати яйця з тупого кінця. Наказом спровокували аж шість повстань, під час яких один імператор втратив життя, другий — корону. Монархи ж Блефуску всебічно підтримували ці повстання і переховували повстанців на своїй території. Нараховувалося до 11 000 фанатиків, які пішли на смерть за відмову розбивати яйця з гострого кінця. У Ліліпутії надрукували сотні томів з цього питання, книжки «тупоконечників» заборонили, а їх прихильників позбавили права обіймати державні посади. Імператори Ліліпутії та Блефуску звинуватили одне одного у церковному розколі та викривленні основного догмату великого пророка Люсторга, викладеного у 54 розділі Блундекраля. Вигнанці-тупоконечники знайшли собі пристанище і союзника у Блефуску. Поступово вони набули такого впливу на імператора, що він проголосив війну Ліліпутії. На момент прибуття Гуллівера війна триває вже 36 місяців, але жодна з ворогуючих сторін не має вирішальних перемог.
Протистояння між Ліліпутією та Блефуску є сатирою на англо-французьке протистояння.